# Heike Arndt
Heike Arndt (født 4. juni 1963) er en tyskfødt dansk maler og billedhugger.
Hun blev fra barnsben i det daværende DDR uddannet som keramiker, men har i sit voksne liv udfoldet sig i talrige billedkunstneriske teknikker og materialer, oliemalerier, gouacher, grafik, keramik, glasarbejder og diverse blandformer. Hun blev i skoletiden udvalgt som særligt begavet barn og blev flyttet til en specialskole for sprogbegavede børn. 1972 blev hun optaget i Otto Nagel Huset, der havde tegneundervisning til børn.
I årene 1978-1981 var hun under uddannelse som keramiker på Lausitzer Keramik i Kamenz for derefter at arbejde med forskellige kunstnere frem til 1985.I 1985 flygtede hun til Danmark og har siden haft sin bopæl her og er nu dansk statsborger.Hun arbejdede en kort tid i Danmark hos Eslau-keramik i Sengeløse.
Siden 1985 er hun rejst verden rundt på studie- og arbejdsrejser. Destinationerne har bl.a. været Frankrig, Italien, Grønland og Kina. Indtil 2004 boede hun hos kunstneren Ansgar Elde (en) i Savona, Ligurien. Fra 2005 - 2010 boede og arbejdede hun i Beijing i Kina. Siden 2010 opholder hun sig fortrinsvis i Kettinge på Lolland og Berlin.
Arndts malerier er som regel meget voldsomme i farvevalget. De er ikke abstrakte, men former og figurer er dog genkendelige. Det siges at hun er inspireret af COBRA-malerne og deres efterfølgere. Hun har arbejdet igennem de sidste 30 år i Ligurien og særligt i Albisola i Italien hvor også Asger Jorn holdt til. I hendes seneste kunstneriske arbejder har hendes fokus flyttet sig til overvejende sort-hvid værker, både grafiske og tuschtegninger og er mere figurativ og konceptuel. Hendes sidste vigtige værk, udstillet på Lys over Lolland 2018, er en serie af værker til installationen "Do you feel safe" der tager udgangspunkt i pressefotografierne Bloody Saturday (fotografi) (en) og Death of Alan Kurdi (en) (2015).

## Drivkraft og fokus
Fokus og drivkraft i hendes arbejde med kunst og formidling er og har altid været studiet af menneskers relationer til hinanden. Hendes østtyske opvækst og de efterfølgende længerevarende ophold rundt omkring i verden fra Grønland, Afrika, Kina og USA til Europa med deres meget forskellige kulturer har bidraget til, at hun nu, hjemvendt til Danmark efter fire år i Kina, gennem kunsten forsøger at nedbryde grænser og mindske den kulturelle afstand mellem Skandinavien og nabolandet Tyskland.

## Udstillinger
Heike Arndt har siden 1990 udstillet over store dele af verden. Lokalt på Lolland og Falster, andre steder i Danmark, og i lande som Tyskland, Italien, Belgien, Holland, Grønland, Schweiz, USA, Kina, Japan og New Zealand.
I 2010 vises en stor soloudstilling med Heike Arndt på Museo Contemporania de Arte Lissone (Milano) på tre etager,132 værker, med fokus på "Where is home?" Hun har årligt deltaget på Lys over Lolland kunstfestival.

### Udvalg af solo udstillinger
2016 Kunsthuset Palæfløjen, Roskilde, DK;2010 Museo d´arte contemporanea Lissone, Milano, Italien;2008 Gallery One Moon, Beijing, China;2004-05 Igvitut, Grønland;2003 Galleria Il Bostrico, Albisola, Italien
2003 Art Cologne, Artfair (Büchergilde Gutenberg), Tyskland;2002 Gallerie INCONTRO, Köln, DE;2002 Danish Culture Institute, Belgien;2001 KPMG, Herning;2001 Æglageret, Holbæk
2001 Galleri Aegidius, Randers, DK;2000-01 Gallery Groll, Naarden, NL;2000 Artfair-Herning, DK;2000 Galleri Aegidius, Randers, DK;1999 Büchergilde Gutenberg, Frankfurt, D;1999 Gallerie Angelika Hukal, Everstor;f, DE;1999 Gallery Art Lambaa, Zurich, CH;1999 American Scandinavian ;Society, N.Y.C., USA;1998 Villa Basse, Leer, D;1998 Æglageret, Holbæk, DK;1998 Circolo de artisti, Albisola, IT
1997; Nordic Heritage Museum, Seattle, USA;1997 Galleri Ægidius, Randers, DK;1997 Galleri Syd, Falster, DK;1997 Büchergilde Gutenberg, Frankfurt, D;1997 The Gallery, Ikast, DK;1996 Gallery Lærken, Nederlandene;1996 Gallery Groll, NL;1996 Culture Centre, Aarlon, Belgien;1996 The Danish House, Hannover, D;1995 Galleri Syd, Falster, DK;1995 Nordic House, Fairbank, Alaska, USA;1994 Greenland travel exhibition, Ilulissat Museum, Sisimiut Museum, Qaqortoq Cultural house, Nanortalik Museum, Ammassalik Museum, Qasigiannguit Museum, Nuuk National Museum, Grønland;1994 Galleri Ægidius, Randers, DK;1993 “Både-og”, Storstrøm Art Museum, Haderslev og Næstved Museum, DK;1993 Galleri Ægidius, Randers, DK;1993 Gallery Groll, NL;1993 Galleri Syd, Falster, DK;1991 Galleri Ægidius, Randers, DK
1990-95 Gallerie Plewisast, Hamburg, D;1990 Galleri Syd, Falster, DK

## Værker
Hun har leveret værker til bl.a. Celf (Nykøbing F) Life Cykel Pharma, Genmab, Danske Bank, Dansk Tipstjeneste, Nebbelunde Kirke (Lolland), Sisimiut (Grønland), Danica Pension, Danisco, Nykøbing F. Teater, MAN B&W Diesel A/S (Holeby-Lolland),Nordic Herritage Museum Seattle, Mazzotti Museum Albisola (Italien),

## Gallerier
Heike Arndt har gallerier i både Danmark, Tyskland og Italien, som hun administrerer fra sit hjem i Kettinge på Lolland.
Galleriet i Berlin , Voigtstrasse 12 i Friedrichshain (U-Bahn Samariterstrasse), har som formål at skabe en base for skandinavisk og internationalt kunst i Berlin og videreformidle internationale kunstner til galleriet i Kettinge i Danmark . Derudover bidrager hun til kulturudveksling mellem danske og tyske undervisningsinstitutioner, for derigennem at øge bevidstheden om de respektive nabolande. Dette sker bl.a. via udformningen af rundvisninger,workshops i både galleriet og området, som rummer både kulturelle og historiske skatte fra både 2. verdenskrig, DDR og tiden efter Murens fald med husbesættere.
Galleriet og et grafisk væksted i Kettinge, Rågelundevej 9 (nær Fuglsang Museum), er indrettet i et nedlagt bageri og består egentlig af to gallerier og arbejdende værksteder. Også her er det muligt at få rundvisninger.

## Residency Artlab Kettinge
I 2016 åbnede hun en kunstnerresidens på Lolland med faciliteter til grafik,keramik og andet kreativt arbejde. Her kan kunstnerne bo og arbejde i fred i en måned. Kunstnere der allerede har haft muligheden til at arbejde her er bl.a. Chloe Grove (GB),Ivan Prieto (SP), Jean Baptist Monnin (FR) , Karin Tiefensee (DE), Georg Bothe (DE), Sjoerd Tegelaer (NL), Vinicius Libardoni (BR), Darya Hancharova (BY), Ewelina Kolakowska (PL), Ariel Kofman (AR), Richard Hricko (US), Carolin Weinert (DE).

### Bøger
- Heike Arndt, „Både-og“. Storstrøms Kunstmuseum, Maribo 1993. (catalog).
- Heike Arndt. Nordic Heritage Museum, Seattle, Wash. 1997. Art-Vision, 1997, ISBN 87-983709-6-0.
- Response. Art-Vision, 2008, ISBN 978-87-983709-5-6.
- „Where is home?“ Edito da Città di Lissone, 2010.